# Татарченко, Надежда Сергеевна
Надежда Сергеевна Татарченко (род. 22 февраля 1999 года, Ленск, Якутия) — российская дзюдоистка, вице-чемпионка России. Мастер спорта по дзюдо.

## Биография
Родилась Надежда в якутском городе Ленск. Занималась легкой атлетикой, затем в 13 лет перешла в дзюдо, где начала тренироваться под руководством Аксиньи Пишнограй и Дамдиндоржа Гомбодоржа. На всероссийских турнирах представляет Свердловскую область и Республику Якутия.

## Спортивная карьера
В 2019 году выиграла серебряную  медаль на взрослом кубке Европы в Оренбурге (Россия) в весе до 63 кг. В 2020 году выполнила норматив мастера спорта России по дзюдо. В августе 2021 года добыла бронзовую медаль на кубке Европы в Оренбурге в весе до 78 кг. В сентябре 2021 года стала финалисткой первых Игр стран СНГ в Казани, уступив в финале лишь Дине Гизатулине из Челябинска. В июне 2021 года стала второй на первенстве России среди спортсменок до 23 лет в Мурманске, где Татарченко снова проиграла в финальной схватке Дине Гизатулине. В ноябре 2021 года финишировала третьей на первенстве Европы до 23 лет, который проходил в Будапеште (Венгрия). В конце января 2022 года стала пятой на международном турнире серии "Большой шлем" в Улан-Баторе (Монголия). В феврале 2022 года выиграла кубок губернатора Челябинской области в Челябинске, одолев в финале свою давнюю соперницу Дину Гизатулину. В сентябре 2023 года стала обладательницей бронзовой медали на взрослом чемпионате России в Кемерово. В мае 2024 года завоевала бронзовую медаль турнира серии «Большой шлем» в Астане, Казахстан.  В мае 2024 года приняла участие на чемпионате мира в Абу-Даби. В октябре 2024 года стала финалисткой чемпионата России в Сочи.

## Спортивные достижения
- Кубок Европы 2019 (Оренбург) — ;
- Кубок Европы 2021 (Оренбург) — ;
- Первенство России 2021 до 23 лет — ;
- Первенство Европы 2021 до 23 лет — ;
- Игры стран СНГ 2021 — ;
- Всероссийская спартакиада 2022 — ;
- Чемпионат России 2023 — ;
- «Большой шлем» 2024 (Астана) — ;
- Игры БРИКС 2024 — ;[10]
- Чемпионат России 2024 — ;

## Личная информация
Надежда является выпускницей училища олимпийского резерва им.Р.М. Дмитриева, а также учится в Северо-Восточном федеральном университете им. М. К. Аммосова. Татарченко живет и тренируется в Екатеринбурге.